# Club-Mate
El Club-Mate és una beguda gasosa amb cafeïna amb extractes de mate produïda por Brauerei Loscher prop de Münchsteinach a Alemanya. La seva creació es remunta al 1924. En comparació amb altres begudes energètiques, el Club-Mate conté una dosi prou elevada de cafeïna (20 mg per 100 ml), poc sucre (50 g/kg) i poques calories (20 per 100 ml de beguda).
El Club-Mate es ven en ampolles de 0,33 (des de 2005) i 0,5 litres.

## Història

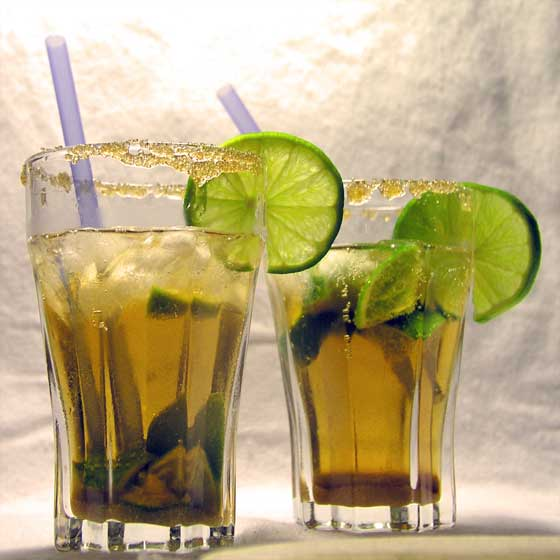
Club-Mate amb rom, conegut com tschunk

Geola Beverages, empresa procedent de Dietenhofen (Alemanya), crea el Club-Mate i el comercialitza inicialment sota el nom de Sekt-Bronte. La beguda al principi va ser poc coneguda, fins al seu rescat per Loscher i la seva posterior venda sota el nom de Club-Mate l'any 1994. Comença a utilitzar-se en diferents còctels, sobretot amb vodka, rom (per donar a lloc el «Tschunk»), o de Jägermeister (per donar lloc al «Jaeger-Mate», freqüent a Berlín). Existeix igualment una variant a base de te, el « Club-Mate IceT Kraftstoff», que conté un poc més de cafeïna (22 mg per 100 ml) i de sucre que l'original.
En desembre 2007 Loscher llança una versió hivernal de la beguda, que conté de la cardamom, canyella, anís estrellat i extractes de llimona. Des de llavors aquesta versió es ven cada any a la mateixa estació.
El 2009 s'introdueix un tipus de Cola amb extractes de mate.
El novembre 2011 la companyia comercialitza a 32 països, principalment a Europa però també al Canadà, Austràlia, Israel, Turquia i Sud-àfrica.
El Club-Mate deu gran part del seu èxit i popularitat a l'entornhacker europeu: Bruce Sterling comenta per exemple a Wired que és la beguda preferida del Caos Computer Club. Se la troba també a HOPE i Noisebridge als Estats Units i al Canadà. No obstant això, la recepta del Club-Mate és secreta contravenint la tradició de la cultura codi obert del DIY.

## Composició
- Aigua
- Sucre invertit
- Sucre
- Extractes de mate
- Àcid cítric
- Cafeïna
- Aromes naturals
- Àcid carbònic
- Caramel (colorant)